# Willem Elsschot
Willem Elsschot, nome d'arte di Alfons Jozef de Ridder (Anversa, 7 maggio 1882 – Anversa, 1º giugno 1960), è stato uno scrittore e poeta belga di lingua olandese.
Scrisse poesie e più di 700 pagine di prosa, in particolare romanzi, in maggioranza brevi. Aderì alla poetica antiformalista e umanitarista. La sua occupazione principale fu la pubblicità. 

## Biografia
Willem Elsschot nacque il 7 maggio 1882 a Anversa come figlio di una famiglia di panettieri. Studiò nell’insegnamento laico di Anversa e ottenne una laurea all’ “Institut Supérieur de Commerce de l’État”. Al liceo fu allievo dell’autore fiammingo Pol de Mont e lì scoprii il suo amore per la letteratura.
De Ridder praticò diverse professioni nel settore dell’amministrazione commerciale a Anversa e Bruxelles ma anche a Parigi e nei Paesi Bassi, a Rotterdam e Schiedam, dove si vide confrontato con l'olandese autentico, in contrasto con il fiammingo, il suo idioma nativo, e il francese, la lingua dei suoi studi superiori e degli affari. Cominciò a scrivere durante i suoi anni studenteschi e scrisse anche il testo di una canzone studentesca oscena cantata ancora oggi.
Si sposò con Fine Scheurwegen, una domestica della famiglia, sei anni dopo averla messa incinta; avranno sei bambini. Avrà una relazione con la poetessa Liane Bruylants ma, durante gli ultimi anni della loro vita, i coniugi rimasero molto devoti l’uno verso l’altro. Sua moglie morì un giorno dopo lui.
Dopo la Grande Guerra creò la sua propria agenzia pubblicitaria che continuò a gestire fino alla morte. Divenne benestante grazie a questa attività benché non gli piacesse veramente: qualche mese prima della morte, lo lascio intendere così: “(…) sono disgustato dalla pubblicità e dal commercio in generale. Ho scritto Lijmen (“L’inghippo”) perché dovevo sbarazzarmene in qualche modo, perché non ho mai potuto vivere della mia scrittura”.
I suoi romanzi più caratteristici e conosciuti sono Villa des Roses, De Verlossing (“La Salvezza”) Lijmen / Het Been ( “L’inghippo / La Gamba”), Kaas (“Formaggio”), Tsjip e Het Dwaallicht (“Il Fuoco Fatuo”). In Lijmen / Het Been e Kaas i personaggi principali, Boorman e Laarmans, rappresentano un alter ego dell’autore, esibendo visioni opposte del mondo con cui lui stesso si confrontò: cinismo e compassione. Alcuni dei suoi romanzi vennero tradotti in italiano.
Willem Elsschot era un borghese scontroso anticonformista, ateo e anticlericale nelle Fiandre arci cattoliche di quei tempi. In Villa des Roses descrive la vita in una pensione a Parigi, vi evoca un aborto e un suicidio; De Verlossing tratta della lotta tra un prete e un socialista libero pensatore nella campagna fiamminga dell’inizio del ventesimo secolo - vi si svolge una scena di masturbazione femminile che ha fatto sì che il libro venisse proibito dalla Chiesa. Tsjip è la storia emozionante del suo primo nipote e racconta anche le peripezie intorno al matrimonio di sua figlia non credente con il suo cattolico fidanzato polacco. La poesia Borms è un messaggio postumo ad August Borms che collaborò con i tedeschi durante la Seconda guerra mondiale e che fu condannato a morte e giustiziato. La pubblicazione lo alienerà da molti suoi colleghi. 
Lo stile di Willem Elsschot è molto chiaro e conciso. Si sforzò di utilizzare un neerlandese standard e molto corretto, in un’epoca in cui la lingua utilizzata nelle Fiandre era o dialettale o molto amministrativa e formale. Ebbe molto successo a quei tempi, particolarmente nei cerchi liberali della popolazione, anche nei Paesi Bassi. Molti autori olandesi come Carmiggelt, Vestdijk, Ter Braak, … l’ammiravano, e anche adesso Elsschot è ancora molto letto nell’intero territorio di lingua neerlandese.

## Opere

### Romanzi
- Villa des Roses -Villa delle rose (1913)
- Een ontgoocheling (1921)
- De verlossing (1921)
- Lijmen - L'inghippo (1924)
- Kaas - Formaggio/Formaggio olandese (1933)
- Tsjip (1934)
- Verzen van vroeger - Poesie d'un tempo (1934)
- Pensioen - Pensione (1937)
- Het been (1938)
- De leeuwentemmer (1940)
- Het tankschip (1942)
- Het dwaallicht - Il fuoco fatuo (1946)
- Verzameld werk (1957)

### Poesie
- Bij het doodsbed van een kind (Dal letto di morte di un bambino) (1908)
- Spijt (Rimpianto) (1936)
- Het Huwelijk (Il matrimonio) (1936)
- Borms (1947)